# Музей Пигорини
Музей Пигорини (итал. Museo Pigorini) — государственный научно-исследовательский археологический музей в Риме (Италия). Полное официальное название — Музей доисторической этнографии Луиджи Пигорини (итал. Museo preistorico etnografico Luigi Pigorini).

## История и описание
Историко-этнографический музей в Риме основал в 1876 году выдающийся итальянский палеоэтнограф, археолог и этнограф Луиджи Пигорини . Он собрал воедино коллекции артефактов эпохи неолита, в частности с озера Браччиано, памятники ранней античности, а также собрание Афанасия Кирхера, немецкого учёного, монаха ордена иезуитов, профессора математики и востоковедения Папского университета «Collegium Romanum» (Римский колледж). Кирхер, наряду с прочим,  занимался археологическими исследованиями и основал в Риме в 1651 году кабинет редкостей, разросшийся до музея, получившего название — Кирхерианум.
В 1901 году к музею присоединили коллекцию виллы Людовизи. Сначала все экспонаты находились в помещении бывшего монастыря на территории Терм Диоклетиана. В 1903—1907 годах инспектором Доисторического этнографического музея и Музея Киркериано был выдающийся историк и археолог Роберто Парибени. В 1889 году все этнографические коллекции объединили, а в 1890 году создали единый  Римский национальный музей (Museo Nazionale Romano), реорганизованный в 1911 году в связи с Археологической выставкой.
В 1990 году с целью восстановления знаменитых коллекций в прежнем составе была проведена реформа Национального музея и его собрание рассредоточили по разным дворцам.
Здание Музея Пигорини расположено в Квартале Всемирной выставки: E.U.R. в южной части Рима.
В январе 1903 года Роберто Парибени снова отправили на несколько месяцев с миссией на Крит и, в то же время, перевели в доисторический этнографический музей и музей Киркериано в Риме (ныне Музей Пигорини), в котором он работал до 1907 года в звании инспектора, посвятив себя, в частности, исследованиям древних надгробий Капены («Некрополь на территории Капены» в «Monumenti Antici, 1906—1907).